# Maude Lloyd
Maude Lloyd (Ciudad del Cabo, 16 de agosto de 1908 - Kensington, 26 de noviembre de 2004), fue una bailarina y crítica de danza sudafricana.
Estudió ballet clásico en su ciudad natal con Helen Webb. Marchó a Londres en 1926 para continuar sus estudios que realizó en el Ballet Rambert, donde fue primera bailarina en un momento de renovación de la danza británica. Frederick Ashton, Antony Tudor y Andrée Howard crearon para ella distintas obras. Se casó con  Nigel Gosling en 1939, retirándose al año siguiente. Trabajó con su marido como crítica de danza bajo el seudónimo conjunto de Alexander Bland, escribiendo varias obras sobre la historia de la danza.
Lionel Bradley la describió como una bailarina muy serena y de gran profundidad expresiva.